# Fender Vibratone
Fender Vibratone je model zvučničke kutije s ugrađenim Leslie zvučnikom, dizajniran za uporabu s električnom gitarom. Fender je ovaj model proizvodio od 1967. – 1972. godine.

## Povijest
Model je dobio ime po prvom urađenom zvučniku za Hammond. ali od 1941. godine upotrebljavaju ga uz uporabu električne gitare. Kao takav upotrebljavao se pri studijskom snimanju u mnogim vokalnim izvedbama.

Najbolji primjer čujnosti ovoga zvučnika je u pjesmi "Cold Shot", u izvedbi poznatog američkog blues glazbenika Stevie Ray Vaughana.

Sredinom '60-ih godina tvrtka Fender (a stime i zatečeni patenti Leslie tvrtke bili su u vlasništvu korporacije CBS), tako da su gitaristi sastava The Beach Boys odmah po njegovom predstavljanju '67-me godine, vizionarski među prvima počeli s eksperimentiranjem mogućnosti Leslie zvuka.

Nešto kasnije, model Vibratone postao je neizostavni dio glazbene opreme skupina poput: The Beatles, The Byrds, The Zombies i Blind Faith.

Osim već spomenutog Stivie Vaughana model Fender Vibratone pri radu u studiju upotrebljavali su gitaristi Mike Campbell, i David Gilmour.

## Dizajn
Osim visoke standardne kvalitete izvedbe zvučničke kutije i zvučnika, model Vibratone je jedinstveno dizajniran tako da može izmijeniti, ili modulirati ton. 
To se postiglo tako da je u kabinet ugrađen jedan zvučnik promjera 10" instaliran na 15" cilindrični stiropor, čija je funkciji rotora ispred sebe. Njegovo zakretanje u stranu čini se pomoću podne papućice na kojoj su dva prekidača za brzinu (spora, brza ili obje isključene), što će na principu Doplerova efekta stvarati različite zvučne učinke, kao što su chorus i vibrato.

Veliki dio svog osebujanog tona modelu Vibratone čini ugrađeni gitarski zvučnik, umjesto kombinacije modela horn (visoko) i woofer (nisko) frekventnih zvučnika. Model kabineta bez ugrađenog pretpojačala za rad prilikom snimanja u studiju trebao bi upotrebljavati gitarsko pojačalo, ili mikrofone zbog bolje čujnosti približiti tik do zaštitne mrežice zvučnika. U model Vibratone može se ugraditi dodatna elektronička oprema (audio crossover) koja će omogućiti rukovanje srednjom frekvncijom tona, te slanjem visoke i niske frekvencije u sekciju pojačala.

## Simulatori zvuka
Danas su glazbenicima dostupni uređiji za modeliranje zvuka poput Line 6 POD, ili Fender Cyber Twina koji vjerno imitiraju zvuk izvornog Fender Vibratone modela (ali i mnogih drugih glazbala). Tako su poznati simulatori zvuka poput: Rotary Speaker Simulatorsa, Uni-Vibea ili Rotovibea, pokazali se kao dobar izbor, i time postali gitaristima dostojna alternativa izvornim modelima.

## Vanjske poveznice
- "Sve potrebne informacije o Fender Vibratoneu na nmia.com internet stranici".
- 1971 Fender Vibratone - naputak